# Château de Précy-sur-Vrin
Le château de Précy-sur-Vrin est un château situé à Précy-sur-Vrin, en France.

## Localisation
Le château est situé dans le département français de l'Yonne, sur la commune de Précy-sur-Vrin.

## Historique
C'est un château de style Empire reconstruit au début du xixe siècle par François Barry devenu maire de Précy en 1812. Il est restauré en 1824 après un incendie.